# Antti Tulenheimo
Antti Tulenheimo, (né Thulé le 4 décembre 1879 à Kangasala et mort le 3 septembre 1952 à Helsinki), est homme d'État finlandais, membre du Parti de la coalition nationale (Kok),.

## Biographie
Le grand-père paternel d'Antti Tulenheimo est le facteur d'orgue Anders Thulé et son grand-père maternel le politicien fennomane Agathon Meurman.
Les parents d'Eino Tulenheimo sont le facteur d'orgue et homme d'État Bror Axel Thulé et Minna Fredrika Meurman, propriétaires de la fabrique d'orgues de Kangasala.
Les frères d'Antti Tulenheimo sont le facteur d'orgue Martti Tulenheimo, le député Eino Tulenheimo et le juriste Olli Tulenheimo.
L'homme politique Paavo Virkkunen est son cousin et l'architecte et professeur d'urbanisme Otto-Iivari Meurman, est son cousin.

## Carrière
Il est premier ministre du 31 mars 1925 au 31 décembre 1925,.
Il est ministre de l'Intérieur du gouvernement Ingman I de novembre 1918 à avril 1919.
Il est aussi maire d'Helsinki de 1931 à 1944 et recteur de l'université d'Helsinki de 1926 à 1930.